# 太子町立太子西中学校
太子町立太子西中学校（たいしちょうりつ たいしにしちゅうがっこう）は、兵庫県揖保郡太子町立岡にある公立中学校。

## 沿革
戦後の学制改革において、現在の太子町域においては石海村は単独で新制中学校を設立、斑鳩町・太田村は誉田村との組合設立に動き、龍田村は太市村と組合を設立、と対応が分かれた。この過程においては各町村単独設立説や斑鳩・太田・誉田・龍田・太市の5町村による組合設立説など種々の構想が論議されまとまらず、新制度発足の前日（1947年3月31日）になってようやく意見の一致をみて組合結成することになった。組合結成後も特に龍田・太市組合では意見の対立が根深く、「消極的な経営しか出来ない現状であった」とされる。
1951年（昭和26年）に斑鳩・石海・太田の3町村が合併し太子町が成立、1955年（昭和30年）に龍田村も太子町に編入となったがこれらの中学校は存置された。1950年代中ごろになり昭和の大合併を契機として全国的に小中学校の統合が全国的に問題となり、太子町でも中学校統合が促進されることになった。折しも揖東中学校が火災で焼失したこともあり、組合を解消して3中学校を統合して一町一中学校とすることを町議会が決定する。この統合については単独で中学校を設置してきた石海地区の反発が大きく、種々の交渉も物別れに終わってきたが、1959年（昭和34年）1月26日の手打式でようやく解決に向かう。その後、太子町の人口増加により校区を二分し一町二中学校体制となり現在に至る。以下、公式HP「学校案内」による。
- 1947年（昭和22年）4月1日 - 以下の3中学校が設立。

斑鳩町・太田村・誉田村組合立揖東中学校、龍田村・太市村組合立大津茂中学校、石海村立石海中学校
- 1951年（昭和26年）4月1日 - 斑鳩町等1町2村が合併し太子町となったことに伴い、それぞれ改称。

龍野市・太子町組合立揖東中学校、太子町立石海中学校
- 1954年（昭和29年）7月1日 - 太市村が姫路市に編入されたことに伴い、姫路市・龍田村組合立大津茂中学校に改称。
- 1957年（昭和32年）5月18日 - 揖東中学校中央校舎・北校舎が火災で全焼する[4]。
- 1958年（昭和33年）4月1日 - 大津茂中学校が組合解消、太子町立龍田中学校設立。揖東中学校が組合解消、太子町立揖東中学校となる。
- 1959年（昭和34年）4月1日 - 揖東・龍田・石海の3中学校が統合、現在地に太子町立太子中学校設立。石海中学校の跡地を兵庫県立龍野実業高等学校太子分校として使用[6][注 1]。
- 1982年（昭和57年）4月1日 - 太子町立太子東中学校を分離、同時に太子町立太子西中学校に改称。
- 1982年（昭和57年）10月25日 - 校章、校旗、校歌（作詞:八木好美、作曲:鈴木史朗[7][注 2]）発表披露式を挙行し、創立記念日とする。

## 部活動
男子バレーボール部が3年連続全国大会に出場。野球部が2016（平成28）年に揖龍大会春夏4連覇を達成した。陸上競技部やサッカー部、吹奏楽部も近年結果を残している。サッカー部は2023(令和５)年に西播大会優勝、兵庫総体で準優勝となり近畿総体に出場した。

## 通学区域
現行では以下の2小学校区。太子町の西部にあたる。
- 太子町立斑鳩小学校
- 太子町立石海小学校

## 通学区域が隣接している学校
- 太子町立太子東中学校
- 姫路市立朝日中学校
- たつの市立龍野西中学校
- たつの市立龍野東中学校